# Landébia
Landébia (tiếng Breton: Landebiav) là một xã của tỉnh Côtes-d’Armor, thuộc vùng Bretagne, tây bắc Pháp.

## Dân số
Theo điều tra dân số năm 1999, xã này có số dân là 427 người.